# 奧克納河 (德涅斯特河支流)
奧克納河（烏克蘭語：Окна），是東歐的河流，位於烏克蘭和摩爾多瓦，屬於德涅斯特河的左支流，發源自科德馬南部，河口處在大莫洛基什西南面，河道全長37公里。